# Paul Schuster

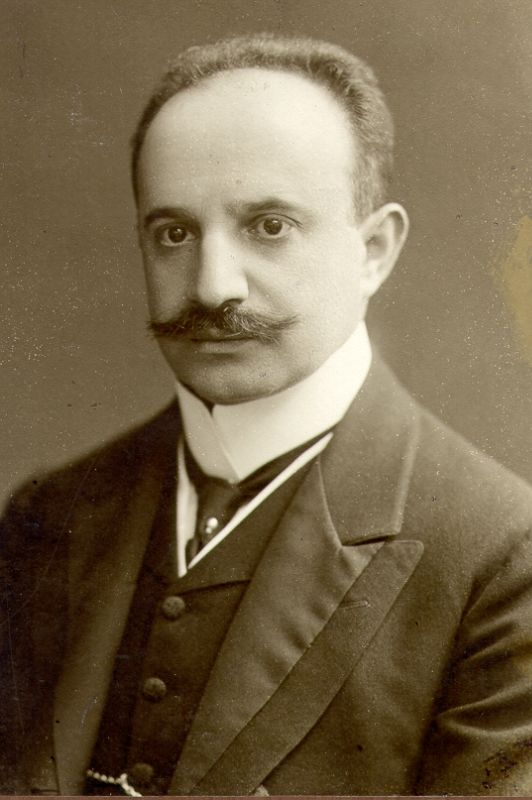
Paul Schuster (około 1910)

Paul Schuster (ur. 1 września 1867 w Kolonii, zm. 1940 w Londynie) – niemiecki lekarz neurolog i neuropatolog, profesor neurologii Uniwersytetu Fryderyka Wilhelma w Berlinie. 

## Życiorys
Studiował medycynę na Uniwersytecie w Bonn, Uniwersytecie Ludwika i Maksymiliana w Monachium oraz Uniwersytecie Fryderyka Wilhelma w Berlinie. Tytuł doktora medycyny otrzymał w Bonn w 1890 roku. Od 1892 do 1893 pracował w Instytucie Patologicznym w Greifswaldzie i jako asystent w Instytucie Bakteriologicznym w Bonn. Od 1893 do 1904 roku był asystentem w poliklinice Emanuela Mendla. W 1903 roku habilitował się i został privatdozentem na berlińskim uniwersytecie; pracował też jako asystent Hermanna Munka w pracowni fizjologicznej Szkoły Weterynaryjnej (Tierarzneischule) w Berlinie. W 1910 roku został profesorem tytularnym. Od 1926 roku kierował oddziałem neurologicznym Hufeland-Hospital. W 1921 mianowany profesorem nadzwyczajnym. Z okazji 60. urodzin, w 1927 roku ukazał się poświęcony mu zeszyt (Festschrift) czasopisma Zeitschrift für die gesamte Neurologie und Psychiatrie.
W 1933 roku stracił posadę z powodu prześladowań antysemickich. W 1939 roku emigrował do Londynu, gdzie zmarł w 1940 roku. Pochowany jest na cmentarzu żydowskim w Golders Green (obok przyjaciela, Maxa Bielschowsky′ego).

## Dorobek naukowy
Schuster był pierwszym neurologiem, który filmował pacjentów z zaburzeniami ruchowymi – filmy te powstały w 1897 roku. Badał, między innymi, odruch chwytania (Zwangsgreifen) i powiązania naczyniowego uszkodzenia struktur wzgórza z objawami klinicznymi.

## Wybrane prace
- Die Guajak-Blutreaktion und ihre Klinische Brauchbarkeit. Bonn, 1890
- Ueber gonorrhoische Allgemein-Erkrankung. Wien: Wilhelm Braumüller, 1897
- Die Untersuchung und Begutachtung bei traumatischen Erkrankungen des Nervensystems: ein Leitfaden für Practiker. Berlin: Karger, 1899
- Zur Behandlung der Kinderconvulsionen. Berlin: Urban und Schwarzenberg, 1901
- Psychische Störungen bei Hirntumoren: klinische und statistische Betrachtungen. Stuttgart: Enke, 1902
- Das Nervensystem und die Schädlichkeiten des täglichen Lebens.  Leipzig: Quelle & Meyer, 1918
- Über die Beziehungen zwischen Hautnaevi und Nervenleiden.. Neurologisches Centralblatt 38 (8), 1919
- Zwangsgreifen und Nachgreifen, zwei posthemiplegische Bewegungsstoerungen[8]. 1923
- Skąd pochodzą ruchy człowieka? Folks-gezunt 15, 1928
- Beiträge zur Pathologie des Thalamus opticus. I. Mitteilung: Kasuistik. Gefissgebiet der A. thalamo-geniculata, der A. thalamo-perforata, der A. tubero-thalamica und der A. lenticulo-optica[9]. 1936
- Beiträge zur Pathologie des Thalamus opticus. II. Mitteilung[10]. 1936
- Beiträge zur Pathologie des Thalamus opticus. III. Mitteilung[11]. 1937